# The Piano Lesson (téléfilm)
Pour les articles homonymes, voir The Piano Lesson et La Leçon de piano.
Pour plus de détails, voir Fiche technique et Distribution.
The Piano Lesson est un téléfilm dramatique américain réalisé par Lloyd Richards. Le scénario est adapté de la pièce The Piano Lesson d'August Wilson. Produit par Hallmark Hall of Fame, le film, mettant en vedette Charles S. Dutton et Alfre Woodard, est initialement diffusé sur CBS le 5 février 1995,.
La distribution des rôles s'appuie sur la plupart des acteurs de la production originale de Broadway.
Le 30 septembre 2020, il a été annoncé que Denzel Washington prévoyait une nouvelle adaptation cinématographique pour Netflix. Le tournage devrait débuter à l'été 2021 à Pittsburgh.

## Synopsis
Boy Willie (Charles S. Dutton), accompagné de son ami Lymon (Courtney B. Vance), voyage du Mississippi à Pittsburgh, où il souhaite que sa sœur Berniece (Alfre Woodard) lui donne le piano, héritage familial, afin qu'il puisse le vendre afin d'acheter un terrain à M. Sutter (Tim Hartman), un descendant de la famille qui possédait autrefois les propres ancêtres de Willie comme esclaves. Le piano lui-même avait autrefois appartenu à l'épouse du premier Sutter, l'ancien propriétaire blanc de leur famille... et des décennies plus tôt, le grand-père de Berniece et Boy Willie avait, sur les instructions du maître des esclaves, sculpté l'histoire tribale africaine de la famille noire et l'histoire des esclaves américains à la surface du piano.
Lorsque Boy Willie arrive, son oncle Doaker (Carl Gordon) lui dit que Berniece ne se séparera pas du piano. Le petit ami de Berniece, Avery (Tommy Hollis), et son oncle Wining Boy (Lou Myers) tentent également, pour des raisons qui leur sont propres, de persuader Berniece de vendre. Comme vendre le piano reviendrait à tourner le dos à leur peuple et à leur passé, Berniece continue de refuser.

## Fiche technique
- Titre original : The Piano Lesson
- Réalisation : Lloyd Richards
- Scénario : August Wilson, d'après sa pièce The Piano Lesson
- Photographie : Paul Elliott
- Montage : Jim Oliver
- Musique : Stephen James Taylor, Dwight Douglas Andrews
- Costumes : Vicki Sánchez
- Pays d'origine : États-Unis
- Langue originale : anglais
- Format : couleur
- Genre : dramatique
- Durée : 95 minutes
- Première diffusion :  
  - États-Unis : 1995

## Distribution
- Charles S. Dutton : Boy Willie
- Alfre Woodard : Berniece Charles
- Carl Gordon : Doaker
- Tommy Hollis : Avery
- Lou Myers : Wining Boy
- Courtney B. Vance : Lymon
- Zelda Harris : Maretha
- Rosalyn Coleman : Grace
- Tommy Lafitte : Ace
- Lynne Innerst : Miss Ophelia
- Harold Surratt : Papa Willie Boy
- Elva Branson : Mama Berniece
- Tim Hartman : Sutter
- Ben Tatar : Watermelon Man
- Alice Eisner : Watermelon Lady (comme Alice Gerber Eisner)
- Bob Tracey : Nolander
- John W. Iwanonkiw : Electrician Helper (non crédité)
- Jackson Nunn : Horse Trainer-Owner (non crédité)

## Récompenses et nominations
| Date de la cérémonie | Prix                       | Catégorie                                                                                            | Destinataire                                                                                         | Résultat   |
| -------------------- | -------------------------- | --- | --- | ---------- |
| 10 septembre 1995    | Primetime Emmy Award       | Film de télévision exceptionnel                                                                      | Richard Welsh, Craig Anderson, August Wilson, Robert Huddleston, Brent Shields                       | Nomination |
| 10 septembre 1995    | Primetime Emmy Award       | Acteur principal exceptionnel dans une série limitée ou un film                                      | Charles S. Dutton                                                                                    | Nomination |
| 10 septembre 1995    | Primetime Emmy Award       | Meilleure actrice principale dans une série limitée ou un film                                       | Alfre Woodard                                                                                        | Nomination |
| 10 septembre 1995    | Primetime Emmy Award       | Réalisation exceptionnelle pour une série limitée, un film ou un spécial dramatique                  | Lloyd Richards                                                                                       | Nomination |
| 10 septembre 1995    | Primetime Emmy Award       | Écriture exceptionnelle pour une série limitée, un film ou un spécial dramatique                     | August Wilson                                                                                        | Nomination |
| 10 septembre 1995    | Primetime Emmy Award       | Mixage sonore exceptionnel pour une série limitée ou un film                                         | Michael C. Moore, David E. Fluhr, John Asman, Sam Black                                              | Nomination |
| 10 septembre 1995    | Primetime Emmy Award       | Costumes exceptionnels pour une mini-série, un film ou un spécial                                    | Vicki Sanchez                                                                                        | Nomination |
| 10 septembre 1995    | Primetime Emmy Award       | Édition exceptionnelle d'images à une seule caméra pour une série limitée ou un film                 | Jim Olivier                                                                                          | Nomination |
| 21 janvier 1996      | Prix Golden Globe          | Meilleur acteur – Mini-série ou téléfilm                                                             | Charles S. Dutton                                                                                    | Nomination |
| 24 février 1996      | Screen Actors Guild Awards | Performance exceptionnelle d'une actrice dans une mini-série ou un téléfilm                          | Alfre Woodard                                                                                        | Lauréat    |
| 6 avril 1996         | Prix de l'image NAACP      | Actrice exceptionnelle dans un téléfilm, une mini-série ou un spécial dramatique                     | Alfre Woodard                                                                                        | Lauréat    |
| 6 avril 1996         | Prix de l'image NAACP      | Acteur exceptionnel dans un téléfilm, une mini-série ou un spécial dramatique                        | Charles S. Dutton                                                                                    | Nomination |
| 6 avril 1996         | Prix de l'image NAACP      | Film de télévision exceptionnel, mini-série ou spécial dramatique                                    | Film de télévision exceptionnel, mini-série ou spécial dramatique                                    | Nomination |
| 6 mai 1996           | Prix Peabody               | NC                                                                                                   | CBS et Craig Anderson Productions, Inc., en association avec Hallmark Hall of Fame Productions, Inc. | Honored    |
| 1996                 | Prix Cinema Audio Society  | Réalisation exceptionnelle en mixage sonore pour un film de la semaine, une mini-série ou un spécial | David E. Fluhr, John Asman, Sam Black, Michael C. Moore                                              | Lauréat    |